# Palicourea bella
Palicourea bella är en måreväxtart som först beskrevs av Paul Carpenter Standley, och fick sitt nu gällande namn av John Duncan Dwyer. Palicourea bella ingår i släktet Palicourea och familjen måreväxter. Inga underarter finns listade i Catalogue of Life.